# Labirinto (Miró)
Labirinto è l'insieme di sculture e ceramiche create dall'artista catalano Joan Miró per Marguerite e Aimé Maeght tra il 1961 e il 1981. Si trova presso la Fondazione Maeght di Saint-Paul-de-Vence, Francia.
Creato con la complicità dei suoi amici ceramisti Josep Llorens Artigas e Joan Gardy Artigas il labirinto è un luogo magico dove monumentali sculture sono associate all'architettura e alla natura. Molto vari i materiali utilizzati: ceramica, marmo di Carrara, ferro, bronzo, cemento.
Il labirinto si esplora seguendo una linea bianca dipinta sui muretti che ricorda il filo di Arianna.
250 opere, soprattutto dipinti e sculture, disseminate in un giardino con terrazze sul mare, illustrano la storia del collegamento tra la famiglia Maeght e Joan Miró.